# Campeonato Mundial de Ciclismo em Pista de 1946
O Campeonato Mundial UCI de Ciclismo em Pista de 1946 foi realizado na cidade de Zurique, na Suiça, o primeiro do pós-guerra, entre os dias 24 de agosto e 1 de setembro. Foram disputadas cinco provas masculinas, três de profissionais duas para amadores.
A competição aconteceu no Velódromo Zurique-Oerlikon e marcou o início das provas de perseguição individual.

## Sumário de medalhas

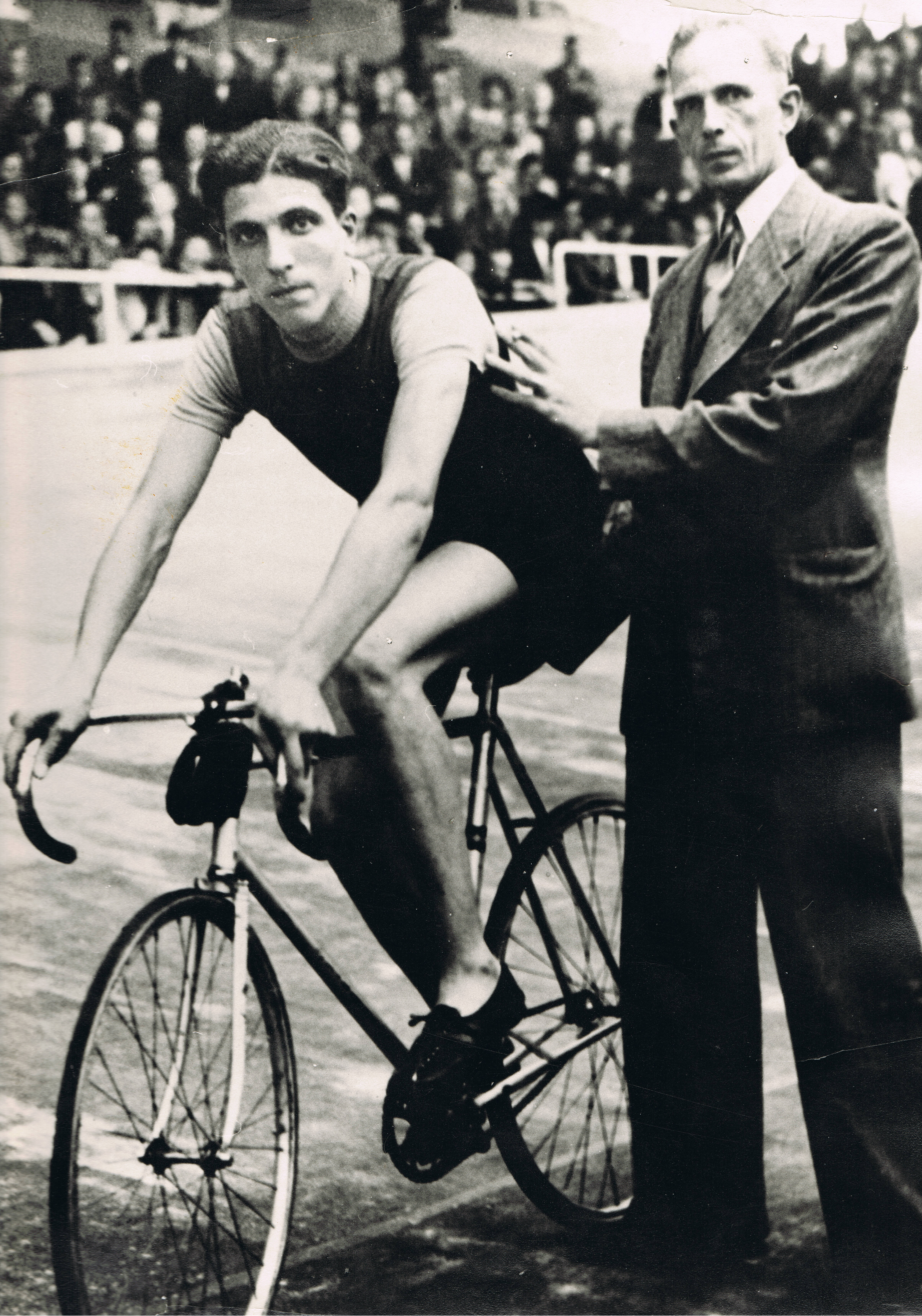
Gerrit Peters ciclista holandês vencedor da prova de perseguição individual.

| Competições profissionais - masculino |                               |                              |                                  |
| Velocidade individual                 | Jan Derksen · Países Baixos   | Georges Senfftleben · França | Arie van Vliet · Países Baixos   |
| Perseguição individual                | Gerrit Peters · Países Baixos | Roger Piel · França          | Arne Werner Pedersen · Dinamarca |
| Motor-paced                           | Elio Frosio · Itália          | Jacques Besson · Suíça       | Louis Chaillot · França          |
| Competições amadoras - masculino      |                               |                              |                                  |
| Velocidade individual                 | Oscar Plattner · Suíça        | Axel Schandorff · Dinamarca  | Cornelis Byster · Países Baixos  |
| Perseguição individual                | Roger Rioland · França        | Børge Gissel · Dinamarca     | Harald Janemar · Suécia          |

## Quadro de medalhas
| Ordem | País          | Medalha de ouro | Medalha de prata | Medalha de bronze | Total |
| ----- | ------------- | --------------- | ---------------- | ----------------- | ----- |
| 1     | Países Baixos | 2               | 0                | 2                 | 4     |
| 2     | França        | 1               | 2                | 1                 | 4     |
| 3     | Suíça         | 1               | 1                | 0                 | 2     |
| 4     | Itália        | 1               | 0                | 0                 | 1     |
| 5     | Dinamarca     | 0               | 2                | 1                 | 3     |
| 6     | Suécia        | 0               | 0                | 1                 | 1     |